# Sottocampi del campo di concentramento di Dachau

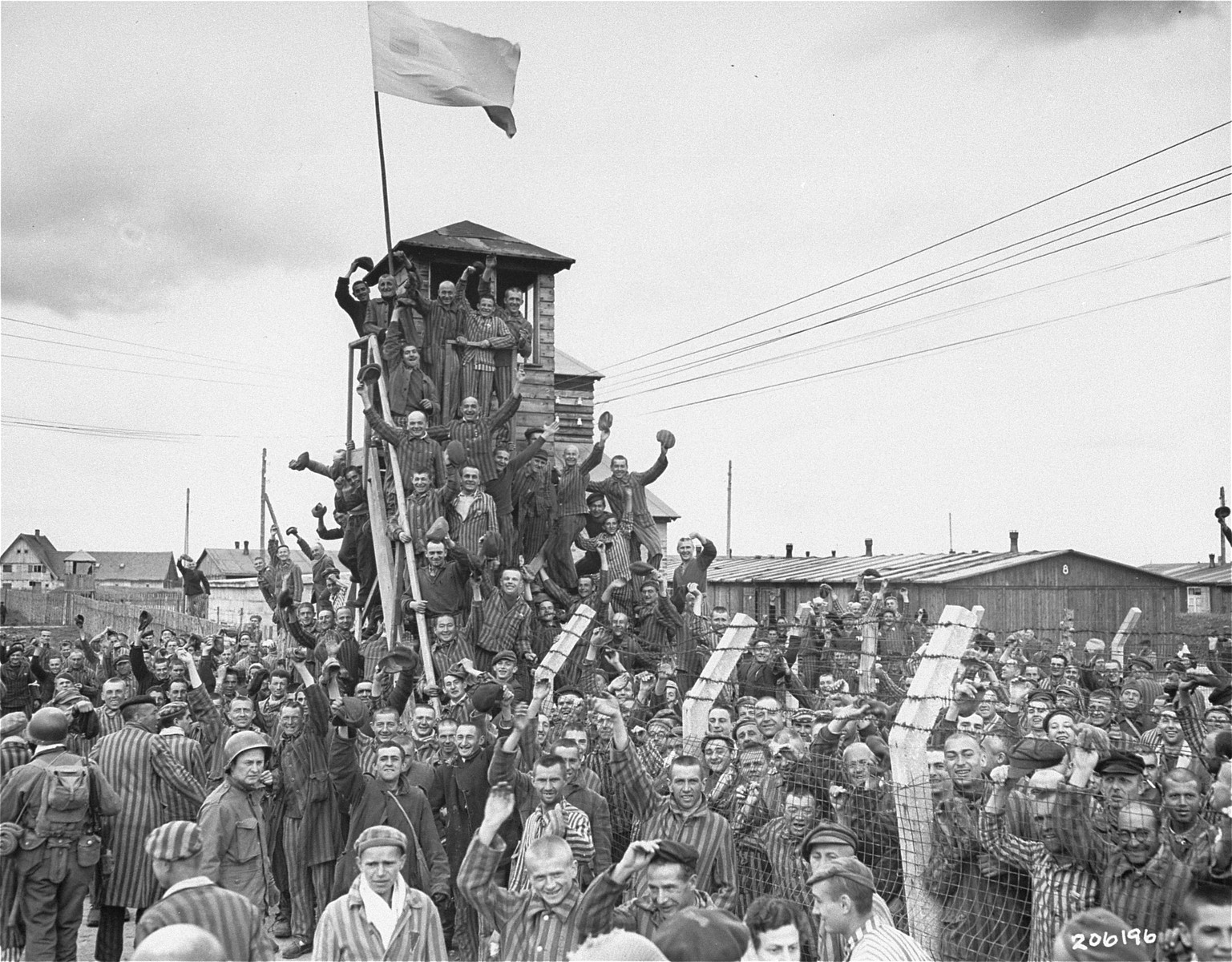
I prigionieri del sottocampo di Allach salutano l'esercito americano (30 aprile 1945).

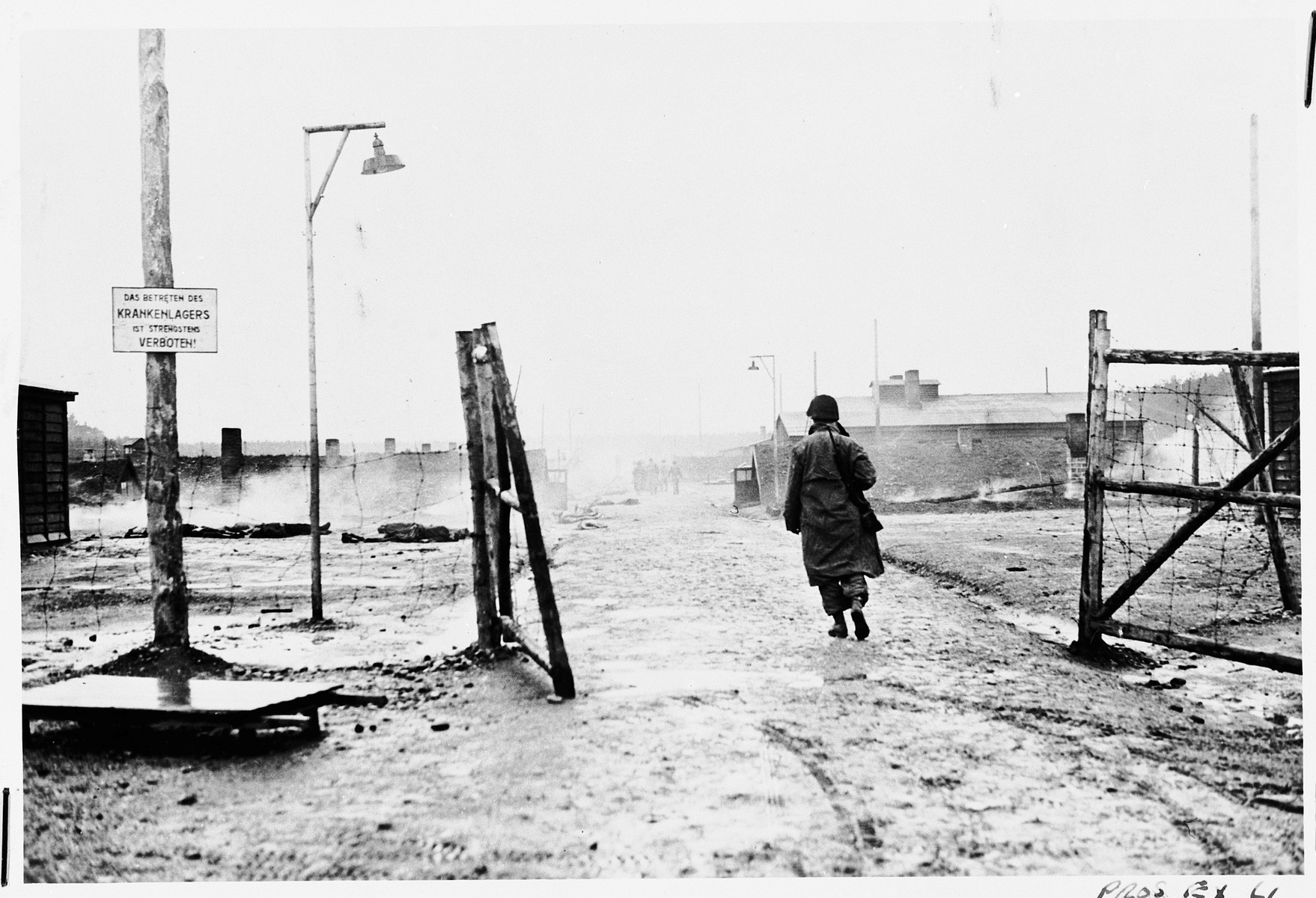
Il complesso del sottocampo di Kaufering (27 aprile 1945).

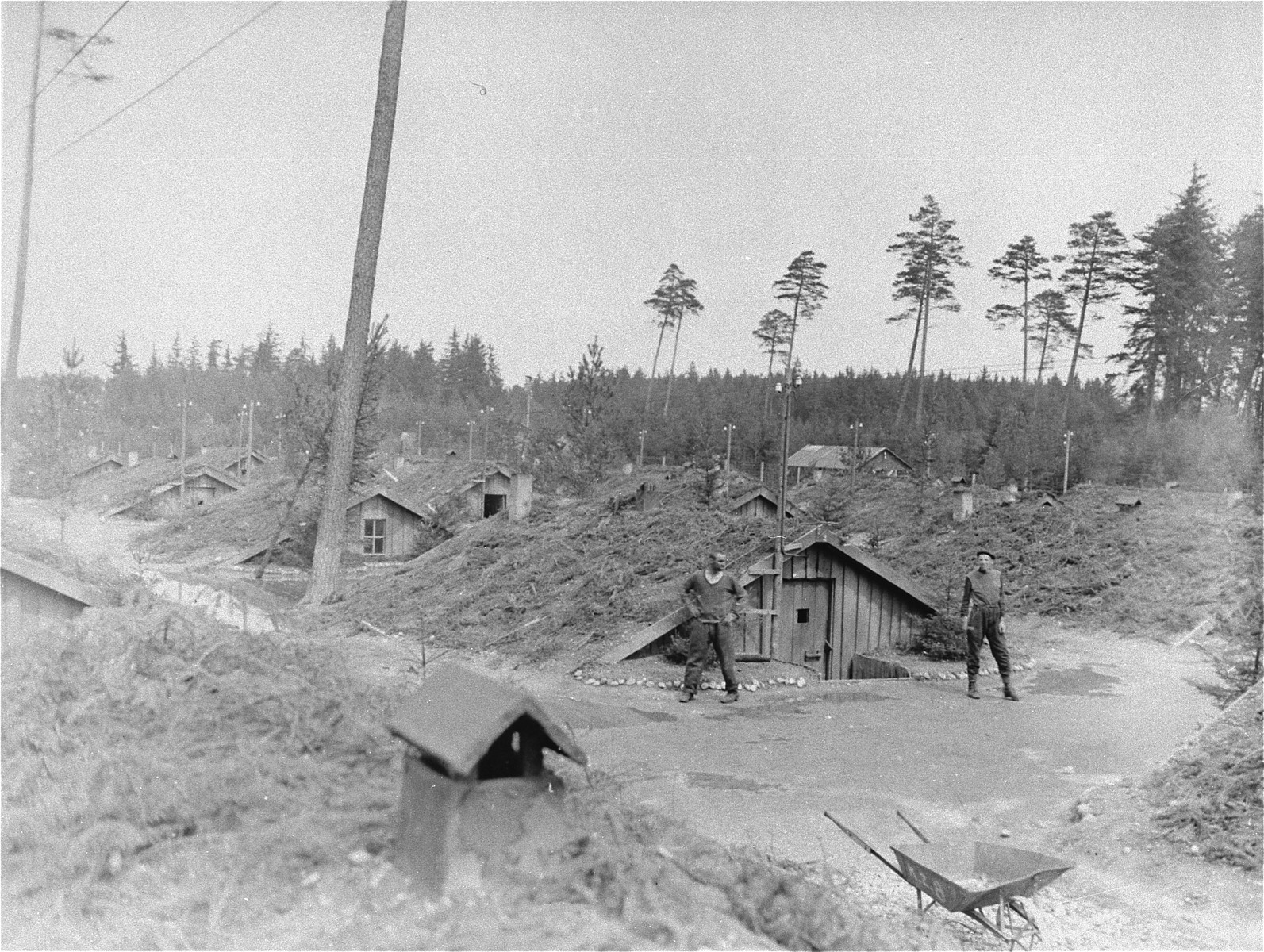
Le capanne di terra nel complesso del sottocampo di Mühldorf, 4 maggio 1945.

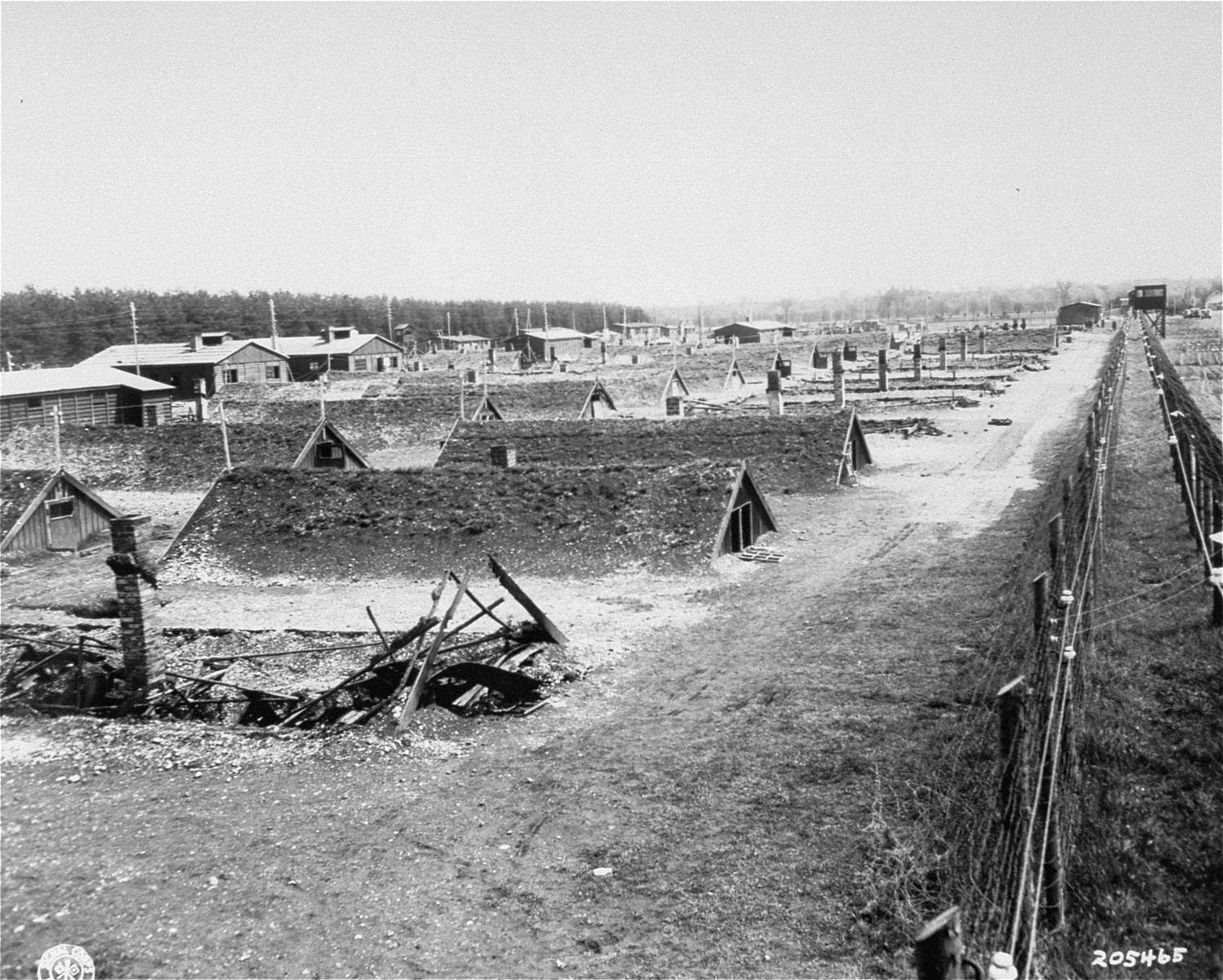
Le capanne di terra nel complesso del sottocampo di Kaufering IV - Hurlach (1945).

I 169 sottocampi del campo di concentramento di Dachau ne facevano il più grande ed esteso complesso di campi di concentramento del regime nazista. Furono istituiti a partire dal 1933 per sfruttare i prigionieri come manodopera e, in alcuni casi, per lo sterminio.
Mentre i piccoli sottocampi (Außenlager) - a volte chiamati anche commando esterni (Außenkommandos) - il più delle volte avevano condizioni di vita migliori rispetto al campo principale di Dachau, le possibilità di sopravvivenza erano di solito molto più basse nei sottocampi delle grandi fabbriche di armamenti o in quelli che detenevano gli ebrei.

## Tipologie di campi
I prigionieri erano separati per sesso: i maschi erano imprigionati nei 169 campi satellite e le femmine in 24 campi separati, spesso nella stessa località. Tipologia e dimensioni differivano notevolmente. La possibilità di sopravvivenza più alta nei campi minori si deve al fatto che la vita a stretto contatto smorzava la brutalità delle SS. Alcune strutture più piccole erano state progettate per durare solo poche settimane. La più remota si trovava a Woxfelde (Głuchów, oggi in Polonia) e aveva un solo recluso. Talvolta le SS cercavano di manipolare i detenuti con la prospettiva di un "distaccamento di lavoro migliore".
Nei sottocampi più grandi, alcuni dei quali contavano più di 3.000 prigionieri, le condizioni di lavoro e di vita erano spesso pessime, finanche disumane, con un alto tasso di mortalità, soprattutto nei campi di armamenti costruiti a partire dal 1944. Alcuni incarichi di lavoro seguivano la prassi dello "sterminio tramite il lavoro", compreso l'uso intenzionale della malnutrizione. La maggior parte dei sottocampi più grandi fu sciolta solo nell'aprile 1945, quando fu liberato il campo di concentramento di Dachau.
I sottocampi come quelli di Kaufering e Mühldorf avevano altri sottocampi alle dipendenze, o diventavano a loro volta campi di concentramento a sé stanti, come quello di Mauthausen. Nel più grande complesso di sottocampi del campo di concentramento di Dachau, a Kaufering, lavorarono almeno 30.000 prigionieri, più della metà dei quali morì di fame, lavoro, malattie e omicidi. Oltre 8.000 furono internati nel secondo grande complesso di sottocampi di Mühldorf e nel più grande sottocampo di Monaco-Allach.
Con l'avanzata delle truppe alleate nel 1945, i prigionieri di questi campi, compreso il Kaufering IV, furono evacuati in altre località sfruttando le marce della morte o i convogli ferroviari.

### Lavoro forzato
Il lavoro forzato nei sottocampi spaziava dall'estrazione e costruzione, ad esempio nelle cave di ghiaia e nelle costruzioni stradali per la Deutsche Erd- und Steinwerke di proprietà delle SS, alle opere dell'Organizzazione Todt legate alle infrastrutture, alle coltivazioni agricole per la Leonhard Moll o la Dyckerhoff & Widmann.
A partire dal 1942 vennero costruiti grandi complessi sotterranei con lo scopo di continuare la produzione di armamenti sottoterra, protetti dai raid aerei. I prigionieri fecero da manovalanza a BMW, Messerschmitt AG, Dornier-Werke, Dynamit AG, Reichsbahn, Luftschiffbau Zeppelin, Agfa e varie altre agenzie statali, per lo più nei lavori manuali o agricoli nei sottocampi più piccoli.
Si lavorava solitamente dodici ore al giorno per almeno sei giorni alla settimana. Ai lavoratori forzati dei campi di concentramento si aggiungevano i lavoratori provenienti dall'Est, prigionieri di guerra e prigionieri dei campi di addestramento al lavoro.

## Elenco dei sottocampi del campo di Dachau

### In Germania
Ordinamento di base: 1) Stato federale (Land), 2) Codice postale (LR), 3) Distretto attuale, 4) Città.
| Sottocampi di Dachau in Germania | Sottocampi di Dachau in Germania | Sottocampi di Dachau in Germania | Sottocampi di Dachau in Germania                                      | Sottocampi di Dachau in Germania                                                                  | Sottocampi di Dachau in Germania                                                                                   | Sottocampi di Dachau in Germania | Sottocampi di Dachau in Germania |
| Land                             | Codice postale                   | Distretto attuale                | Città AL – Sottocampo AK – Distaccamento                              | Località del complesso                                                                            | Periodo | N° di prigionieri                | Azienda, tipo, nota |
| -------------------------------- | -------------------------------- | -------------------------------- | --------------------------------------------------------------------- | ------------------------------------------------------------------------------------------------- | --- | -------------------------------- | --- |
| BY                               | 80/81                            | Monaco                           | AK Monaco (Bergmannschule)                                            | Bergmannstraße 36 48.135477°N 11.537112°E                                                         | Da dicembre 1944                                                                                                   | 10                               | Sicurezza degli edifici e riparazioni (10 artigiani formati in carcere). |
| BY                               | 80/81                            | Monaco                           | KZ-Außenkommando Monaco (Bombensuchkommando)                          | Stielerschule, Stielerstr. 6 48.127713°N 11.551546°E                                              | Da luglio 1944 | 100                              | Ricerca e disinnesco di bombe inesplose sotto le macerie. Fino a 15 vittime al giorno venivano "rimpiazzate" con i nuovi arrivati di Dachau. |
| BY                               | 80/81                            | Monaco                           | AK Monaco (Ehrengut)                                                  | Thalkirchner Str. 270 48.107311°N 11.544626°E                                                     | 7 aprile - 11 settembre 1942                                                                                       | 10                               | 10 prigionieri nella segheria e falegnameria L. Ehrengut. |
| BY                               | 80/81                            | Monaco                           | AK Monaco (Gestapo)                                                   | Brienner Straße 20 48.144375°N 11.572703°E                                                        | Da giugno 1944 | 50                               | Fino a 50 prigionieri del campo nel Wittelsbacher Palais impiegati nella riparazione, costruzione di rifugi antiaerei e bonifica dopo i bombardamenti. |
| BY                               | 80/81                            | Monaco                           | AK Monaco (Großschlachterei Thomae)                                   |                                                                                                   | 21 agosto - 1º novembre 1942                                                                                       |                                  | Uomini impiegati nel mattatoio Rudolf Thomae. Fabbri e falegnami. |
| BY                               | 80/81                            | Monaco                           | AK Monaco (Höchlstraße)                                               | SS-Standortverwaltung Höchlstraße 48.145818°N 11.601567°E                                         | Ottobre - 28 dicembre 1944                                                                                         | 18                               | 18 prigionieri, tutti artigiani addestrati, per riparazioni d'emergenza dopo i raid aerei |
| BY                               | 80/81                            | Monaco                           | AK Monaco (Katastropheneinsatz)                                       | Nella cantina di una casa bombardata, luogo esatto sconosciuto                                    | 5 febbraio - 21 aprile 1945                                                                                        | 85                               | Disinnesco di ordigni inesplosi, riparazione dei danni causati dai raid aerei, agli ordini del sindaco Karl Fiehler. |
| BY                               | 80/81                            | Monaco                           | AK Monaco (Königinstraße)                                             | Königinstraße                                                                                     | Dall'8 novembre 1944                                                                                               |                                  | Uomini impiegati nella costruzione dei bunker. |
| BY                               | 80/81                            | Monaco                           | AK Monaco (Lebensborn e. V.)                                          | Mathildenstr. 48.135068°N 11.563545°E                                                             | Dal 15 giugno 1942                                                                                                 | 40                               | 40 prigionieri, riparazioni anche in Hermann-Schmidt-Straße e nella casa privata di Max Sollmann |
| BY                               | 80/81                            | Monaco                           | AK Monaco (Leopoldstraße)                                             | Leopoldstraße                                                                                     | Marzo 1945 | 9                                | Uomini, servizi |
| BY                               | 80/81                            | Monaco                           | AK Monaco (Loden-Frey)                                                | Osterwaldstr. 10 48.162738°N 11.598212°E                                                          | Dal 13 giugno 1944                                                                                                 | 35                               | Produttore di abbigliamento |
| BY                               | 80/81                            | Monaco                           | AK Monaco (Möhlstraße, SS-Oberabschnitt Süd)                          | Möhlstraße                                                                                        | Dal 1942 al 1944                                                                                                   | 15                               | Anche Maria-Theresia-Str. 17. |
| BY                               | 80/81                            | Monaco                           | AK Monaco (Oberbürgermeister)                                         |                                                                                                   | 1 gennaio - 14 aprile 1945                                                                                         | 9                                | Agli ordini del sindaco Karl Fiehler, 2-9 prigionieri. |
| BY                               | 80/81                            | Monaco                           | AK Monaco (Parteikanzlei)                                             | Karolinenplatz                                                                                    | 1942 per un breve periodo, dalla primavera del 1944 commando, dal settembre 1944 al 22 aprile 1945 campo satellite | 30–40                            | Cancelleria del partito NSDAP. Lavori di sgombero e messa in sicurezza dopo i bombardamenti, lavori nelle case private dei membri della NSDAP. |
| BY                               | 80/81                            | Monaco                           | AK Monaco (Reichsführer SS)                                           | Karlstr                                                                                           | 23 ottobre 1942 - 14 aprile 1945                                                                                   | 14                               | Gestione delle costruzioni delle Waffen-SS e della Polizia. |
| BY                               | 80/81                            | Monaco                           | AK Monaco (Reichsführer, SS-Adjutantur)                               | Führerbau Arcisstr. edificio amministrativo NSDAP 48.144619°N 11.566638°E                         | Dal 7 gennaio 1945                                                                                                 | 50                               | Edificio del Führer e della NSDAP, lavori di pulizia e riparazione dopo il bombardamento aereo. |
| BY                               | 80/81                            | Monaco                           | AK Monaco (Reichskriminalpolizeiamt)                                  |                                                                                                   | Da gennaio 1945 | 12                               | [ 16 ] |
| BY                               | 80/81                            | Monaco                           | AK Monaco (Schuhhaus Meier)                                           | Karlstr. 3–5 48.142575°N 11.56801°E                                                               | Novembre 1944 - febbraio 1945                                                                                      | 12                               | Fino a 12 prigionieri, abbigliamento (scarponi per i militari) |
| BY                               | 80/81                            | Monaco                           | AK Monaco (Sprengkommando)                                            |                                                                                                   | Dal 1944 | 6                                | Distaccamento da campo. |
| BY                               | 80/81                            | Monaco                           | AK Monaco (SS-Mannschaftshäuser)                                      | Maria-Theresia-Str.                                                                               | 11 maggio - 18 novembre 1942                                                                                       | 7                                | Lavori di pittura e ristrutturazione, testimoni di Geova. |
| BY                               | 80/81                            | Monaco                           | AK Monaco (SS-Standortkommandantur Bunkerbau)                         |                                                                                                   | Dal 1944 | 3                                | Lavori di costruzione di bunker. |
| BY                               | 80/81                            | Monaco                           | AK Monaco (SS-Standortkommandantur Kabelbau)                          |                                                                                                   | Dal 1944 | 10                               | Lavori di costruzione di bunker. |
| BY                               | 80/81                            | Monaco                           | AK Monaco-Allach (Porzellanmanufaktur Allach)                         |                                                                                                   | Dal 2 giugno 1941                                                                                                  | 40                               | Produzione di porcellana decorativa, oggetti di uso quotidiano, tra cui il Julleuchter |
| BY                               | 80/81                            | Monaco                           | KZ-Außenlagerkomplex Monaco-Allach (BMW), Hauptlager                  | ALK Allach                                                                                        | Dal 22 febbraio 1943                                                                                               | 10.000                           | BMW - tra i 4.700 e i 10.000 prigionieri lavoravano anche presso Dyckerhoff, Sager & Woerner, Kirsch Sägemühle, Pumpel Lochhausen e Lochhausener Bunker- & Höhlenkomplex. V. anche i sottocampi di Karlsfeld e Rothschwaige. |
| BY                               | 80/81                            | Monaco                           | AK Monaco-Allach (Bombenräumkommando)                                 | ALK Allach                                                                                        | Primavera - luglio 1944                                                                                            | 10                               | BMW - artificieri, impianto principale "BMW I". |
| BY                               | 80/81                            | Monaco                           | AK Monaco-Allach-Untermenzing (SS-Arbeits- und Krankenlager)          |                                                                                                   | 11 - 25 aprile 1945                                                                                                |                                  | Detenute, nessuna informazione ulteriore. |
| BY                               | 80/81                            | Monaco                           | AK Monaco-Freimann (Bartolith-Werke)                                  | allora Mühlenstr. 28, oggi Floriansmühlstraße 48.19°N 11.627°E                                    | 28 agosto 1942 - luglio 1943                                                                                       | 80                               | Produzione di pannelli in legno composti da una miscela di legno e cemento, 30-80 prigionieri del campo di concentramento. Sostituiti dai detenuti della prigione di Stadelheim nel luglio 1943. |
| BY                               | 80/81                            | Monaco                           | AK Monaco-Freimann (Dyckerhoff & Widmann)                             | Freimann 48.208°N 11.587°E                                                                        | 19 settembre - 10 dicembre 1942                                                                                    | 25                               | 25 prigionieri, produzione di calcestruzzo |
| BY                               | 80/81                            | Monaco                           | AK Monaco-Freimann (SS-Standortverwaltung)                            | Ingolstädter Str. 193, oggi caserma militare 48.208609°N 11.584363°E                              | Dal 10 novembre 1941                                                                                               | 27–50                            | Uomini. Lavori generici, manutenzione e riparazione, pulizia. |
| BY                               | 80/81                            | Monaco                           | Campo di lavoro di München-Giesing (Agfa-Commando o Agfa Kamerawerke) | Tegernseer Landstr.                                                                               | Da settembre 1944                                                                                                  | 500                              | Agfa - Aktien Gesellschaft für Anilin Herstellung, campo satellite con 500 donne, produzione di detonatori. Campo di Weißenseestr. |
| BY                               | 80/81                            | Monaco                           | AK Monaco-Ludwigsfeld (Gärtnereibetrieb Nützl)                        | Monaco-Ludwigsfeld, poi "Ludwigsfeld 9" 48.2016°N 11.4955°E                                       | Inizio nel 1941, prorogato dal 1º settembre 1943                                                                   | 92                               | Lavori per il vivaio Franz Nützl. |
| BY                               | 80/81                            | Monaco                           | AK Monaco-Moosach (Chemische Werke)                                   | Frühere Siemensstr. 16 48.1784°N 11.5375°E                                                        | 1º novembre 1944 - 14 aprile 1945                                                                                  | 26–32                            | "Chemische Werke GmbH Otto Bärlocher" fu arianizzata a Franz Wittmann nel 1938. |
| BY                               | 80/81                            | Monaco                           | AL Monaco-Neuaubing (Dornier)                                         | Monaco-Neuaubing, ex "Brunhamstr. 19a–21" 48.141°N 11.427°E                                       | 1944–1945 | 500                              | Dornier-Werke Monaco-Neuaubing, costruzione di aerei (vedi "Germering"), con guardie SS. Inoltre, dal 1941 fino a 1900 lavoratori forzati alla Dornier, campo di Hohenstein/Hoheneckstr. (est-nord-est) |
| BY                               | 80/81                            | Monaco                           | AK Monaco-Oberföhring (Bauleitung der Waffen-SS)                      |                                                                                                   | Dal 11 aprile 1944                                                                                                 | 7                                | Uomini, lavori di costruzione |
| BY                               | 80/81                            | Monaco                           | AL Monaco-Riem (OT, SS-Reit- & Fahrschule)                            | Sottocampi delle scuderie del maneggio delle SS 48.145463°N 11.66618°E                            | Da febbraio 1943                                                                                                   | 1.500                            | Organizzazione Todt, costruzioni, lavori di pulizia e riparazione all'aeroporto di Monaco-Riem dopo i bombardamenti. Sinti e rom, ebrei. Malnutrizione, deportazioni. Almeno 50 fucilazioni documentate commesse dalle SS e da Franz Xaver Trenkle; marce della morte verso Bad Tölz e Dettenhausen.                                                    |
| BY                               | 80/81                            | Monaco                           | AK Monaco-Schwabing (Sorella Pia)                                     | Voit Str.                                                                                         | 19 gennaio 1937 - 18 dicembre 1942                                                                                 | 1                                | Uomini, servizi |
| BY                               | 80/81                            | Monaco                           | AK Monaco-Sendling (Architekt Bücklers)                               | A est della linea ferroviaria Monaco-Tegernsee, a ovest della Koppstrasse 48.094602°N 11.534388°E | 16 marzo - 1º dicembre 1942                                                                                        | 40                               | 40 prigionieri, baracche in legno recintate con filo spinato, due torri di guardia, a 100 metri dal cantiere. Lavori di costruzione per le fabbriche di armamenti di Karl Bückler Linhof, Widmaier e Grunow. |
| BY                               | 82                               | LK Fürstenfeldbruck              | AL Germering                                                          | Germering, Obere Bahnhofstr.                                                                      | Da ottobre 1943 | 245                              | Dornier-Werke, Neuaubing. Il 7 settembre 1943 il consiglio comunale di Germering approvò la creazione del campo. Da 125 a 245 prigionieri. Le guardie si alternavano tra Neuaubing e Germering. Distaccamento esterno sotto la direzione di Wilhelm Wagner (SS).                                                                                        |
| BY                               | 82                               | LK Garmisch-Partenkirchen        | AK Garmisch-Partenkirchen                                             |                                                                                                   | Da metà dicembre 1944                                                                                              | 20                               | Hotel Sonnenbichl confiscato dalle SS con 7 prigionieri, Haus Wittelsbach e Haus Partenkirchen con altri 7 prigionieri, per lavori di riparazione. |
| BY                               | 82                               | LK Garmisch-Partenkirchen        | AK Seehausen am Staffelsee                                            | Staffelsee                                                                                        | 1943 - 25 aprile 1945                                                                                              | 50                               | Officina di ingegneria di precisione Ing. G. Tipecska VDI. Lavori di costruzione, distaccamento di manodopera per il Dr. Jung. |
| BY                               | 82                               | LK Monaco                        | AK Deisenhofen (Sorella Pia)                                          | Deisenhofen (Oberhaching)                                                                         | Dal 1937 commando, dal 1940 campo satellite, fino a circa il 1944                                                  | 14                               | Lavori di costruzione del garage, del bagno e del bunker con materiale proveniente dal campo di concentramento di Dachau, produzione di mobili e sculture. |
| BY                               | 82                               | LK Starnberg                     | AK Feldafing                                                          |                                                                                                   | 6 aprile 1942 - gennaio 1945                                                                                       | 300                              | Reichsschule Feldafing, scuola d'élite della NSDAP. Fino a 300 prigionieri impiegati come operai edili presso la Hochtief AG, tra l'altro per lavori di sbancamento e livellamento, impiegati anche nel sottocomando di Tutzing. |
| BY                               | 82                               | LK Starnberg                     | AK Starnberg                                                          |                                                                                                   | Dal 22 gennaio 1945                                                                                                | 6                                | Ufficio distrettuale, distaccamento di artificieri e disinnescatori, 6 prigionieri. |
| BY                               | 82                               | LK Starnberg                     | AK Tutzing                                                            |                                                                                                   | 27 ottobre 1944 - 18 gennaio 1945                                                                                  |                                  | Dornier a Tutzing come sottocomando Feldafing (noto anche come "Trutzkirch"). |
| BY                               | 82                               | LK Weilheim-Schongau             | AK Weilheim in Oberbayern                                             |                                                                                                   | 1º febbraio - 1º aprile 1945                                                                                       | 3                                | Servizi per l'ufficio distrettuale, tre prigionieri dei campi di concentramento. |
| BY                               | 83                               | LK Bad Tölz-Wolfratshausen       | AK Bad Tölz                                                           | Bad Tölz                                                                                          | Dall'estate 1940                                                                                                   | 170                              | SS-Junkerschule, 170 prigionieri. |
| BY                               | 83                               | LK Bad Tölz-Wolfratshausen       | AK Bichl                                                              |                                                                                                   | 1º maggio - 31 dicembre 1941                                                                                       | 170                              | Ampliamento del sito ferroviario. L'azienda Riepl di Ratisbona sfrutta 100 prigionieri dei campi di concentramento. Inoltre, 70 donne ebree vengono impiegate nel linificio. |
| BY                               | 83                               | LK Berchtesgadener Land          | AK Königssee                                                          | Schönau am Königssee                                                                              | 2 - 19 settembre 1944                                                                                              | 140                              | Reichsführer delle SS. Lavori di costruzione delle case private di Heinrich Himmler e di Karl Dönitz, costruzione di bunker. Fino a 140 prigionieri, soprattutto artigiani. |
| BY                               | 83                               | LK Miesbach                      | AK Fischbachau                                                        |                                                                                                   | 12 settembre 1944 - 21 gennaio 1945                                                                                | 25                               | 20-25 prigionieri, costruzione di due case in legno per i leader delle SS di Monaco |
| BY                               | 83                               | LK Miesbach                      | AK Wölflhof bei Aurach                                                | Wölflhof presso Aurach a Fischbachau                                                              | Febbraio - aprile 1945                                                                                             | 1                                | Dr Schweninger, 1 prigioniero del campo di concentramento, utilizzato in agricoltura ("Wurach presso Wöhlhof"). |
| BY                               | 83                               | LK Miesbach                      | AK Gmund am Tegernsee                                                 | am Tegernsee                                                                                      | Dal 23 maggio 1944                                                                                                 | 20                               | Casa di Heinrich Himmler a Lindenfycht; sua moglie supervisionava i 15-20 prigionieri durante i lavori edili. Costruzione successiva di un rifugio antiaereo per Walter Warlimont. Sottocampo del campo satellite di Bad Tölz. |
| BY                               | 83                               | LK Miesbach                      | AK Hausham                                                            |                                                                                                   | Dal 1942 | 22                               | Lavori di costruzione, agricoltura (anche: detenute del campo di concentramento di Ravensbrück). |
| BY                               | 83                               | LK Miesbach                      | AK Spitzingsee                                                        | vicino a Schliersee                                                                               | Ottobre 1941 - gennaio 1942                                                                                        | 6                                | 6 prigionieri impiegati nella costruzione di una capanna da sci come estensione di una baita su una collina boscosa con vista sul lago. |
| BY                               | 83                               | LK Miesbach                      | AK Sudelfeld (SS-Berghaus)                                            | Sudelfeld (Bayrischzell)                                                                          | Dal 22 giugno 1940                                                                                                 | 150                              | Lavori di costruzione e agricoltura. |
| BY                               | 83                               | LK Miesbach                      | AK Sudelfeld (Luftwaffe)                                              | Sudelfeld (Bayrischzell)                                                                          | Dal 22 giugno 1940                                                                                                 | 25                               | Ricerca sull'alta frequenza. Ingegneri, fisici e tecnici imprigionati. |
| BY                               | 83                               | LK Miesbach                      | AK Valepp/Schliersee (Bauer Marx)                                     |                                                                                                   | Dal 30 ottobre 1944                                                                                                | 1                                | Ochsenalm presso Valepp o Faistenau/Fischbachau, agricoltura. |
| BY                               | 83                               | LK Miesbach                      | AK Valepp/Schliersee (Jagdhaus Himmler)                               |                                                                                                   | 1º novembre 1942 - 30 ottobre 1944                                                                                 | 20                               | Lavori di costruzione, gestione delle costruzioni delle Waffen-SS e della polizia. |
| BY                               | 83                               | LK Traunstein                    | AK Fridolfing                                                         |                                                                                                   | 23 novembre 1943 - 30 maggio 1944                                                                                  | 4                                | Quattro braccianti per una tenuta con fattoria e segheria. |
| BY                               | 83                               | LK Traunstein                    | AK Traunstein                                                         |                                                                                                   | Dall'8 ottobre 1942 per circa quattro mesi                                                                         | 20                               | 20 detenuti, ristrutturazione dell'ospedale/REHA |
| BY                               | 83                               | LK Traunstein                    | AL Trostberg                                                          | Locali dello stabilimento SKW (oggi AlzChem)                                                      | Da ottobre/novembre 1944 al 4 maggio 1945                                                                          | 950                              | BMW, principalmente produzione delle parti del motore BMW-801. Occupazione: tra 234 e 951 prigionieri del campo di concentramento. |
| BY                               | 83                               | LK Rosenheim                     | AK Halfing-Brüningsau                                                 |                                                                                                   | Autunno 1942 e autunno 1944                                                                                        | 10                               | 10 artigiani imprigionati, villa Brüningsau per Oswald Pohl. |
| BY                               | 83                               | LK Rosenheim                     | AL Stephanskirchen                                                    | Stephanskirchen-Haidholzen                                                                        | Novembre 1944 - aprile 1945                                                                                        | 250                              | BMW, armamenti tramite Chiemgauer Vertriebsgesellschaft O.H.G, sottocampo, circa 250 prigionieri del campo di concentramento |
| BY                               | 83                               | LK Rosenheim                     | AK Thansau                                                            | Tenuta Thansau (Rohrdorf (am Inn))                                                                | 1944 - 1945 | 50                               | Operazioni di pulizia. Richiesto dall'Adjudantur del Reichsführer-SS. |
| BY                               | 83                               | Stadt Rosenheim                  | AK Rosenheim                                                          |                                                                                                   | Dal 14 aprile 1945                                                                                                 | 220                              | Bonifica e distruzione delle bombe, soprattutto intorno alla stazione ferroviaria, circa 220 prigionieri. |
| BY                               | 84                               | LK Altötting                     | AL Gendorf (= „AL Emmerting“)                                         | Gendorf (Burgkirchen an der Alz)                                                                  | Da ottobre 1943 | 250                              | IG Farben, filiale Anorgana, v. anche stabilimento di Gendorf. Da 200 a 250 prigionieri. |
| BY                               | 84                               | LK Mühldorf am Inn               | AL Mühldorf-Mettenheim (M 1), Hauptlager                              | ALK Mühldorf – Mettenheim                                                                         | Da luglio 1944 | 3.200                            | Costruzione di bunker Organizzazione Todt, campo dell'ex fabbrica di abbigliamento della Luftwaffe. Produzione di armamenti e gestione del complesso di sottocampi di Mühldorf, dove furono dislocati, a partire da luglio, un totale di 8.300 prigionieri, di cui 800 donne. Più della metà di loro morì come prigionieri del campo di concentramento. |
| BY                               | 84                               | LK Mühldorf am Inn               | AL Mühldorf-Ampfing Waldlager V/VI                                    | ALK Mühldorf – Ampfing                                                                            | Da agosto 1944 | 2.000                            | Organizzazione Todt, costruzione di bunker. V. il complesso del sottocampo di Mühldorf e la Weingut I. |
| BY                               | 84                               | LK Mühldorf am Inn               | AL Mühldorf-Mittergars                                                | ALK Mühldorf – Mittergars                                                                         | Da novembre 1944                                                                                                   | 300                              | Costruzione di bunker Organizzazione Todt, soprattutto per i prigionieri ebrei. |
| BY                               | 84                               | LK Mühldorf am Inn               | AL Mühldorf-Thalham                                                   | ALK Mühldorf – Thalham (Obertaufkirchen)                                                          | Dal 31 gennaio 1945                                                                                                | 250                              | Costruzione di bunker Organizzazione Todt, soprattutto per i prigionieri ebrei. |
| BY                               | 84                               | LK Mühldorf am Inn               | AK Mühldorf-Zangberg                                                  | ALK Mühldorf – Zangberg                                                                           | Marzo e aprile 1945                                                                                                | 200                              | AK dell'AL Mühldorf-Mettenheim (M 1). Costruzione di una fabbrica di munizioni nel monastero di Zangberg. |
| BY                               | 84                               | Stadt Landshut                   | AL Landshut                                                           | Landshut, presso la Kleiner Exerzierplatz                                                         | Settembre 1944 - fine aprile 1945                                                                                  | 500                              | Organizzazione Todt, armamenti, 500 prigionieri ebrei dei campi di concentramento. Alto numero di vittime. |
| BY                               | 85                               | LK Dachau                        | AK Dachau (Entomologisches Institut)                                  | Würmmühle 4 48.279876°N 11.463482°E                                                               | 1943 - 1944 | 30                               | Istituto di insettologia e controllo degli insetti. Estensione dello stabilimento realizzata dai detenuti. |
| BY                               | 85                               | LK Dachau                        | AK Dachau (Pollnhof)                                                  | Dachau, Steinstr. 16 48.262509°N 11.451305°E                                                      | Da marzo 1945 | 50                               | SS, attività agricola. Distaccamento interno al campo di concentramento di Dachau dal 1942. Dal 1º marzo 1945 proprio distaccamento esterno accanto alle stalle dei cavalli nella tenuta di Pollnhof per quattro settimane. |
| BY                               | 85                               | LK Dachau                        | AK Dachau (Fleischwarenfabrik Hans Wülfert)                           | Dachau, Schleißheimer Str. 19 48.257567°N 11.438969°E                                             | Da agosto 1941 commando, da febbraio 1943 campo satellite                                                          | 320                              | Fino a 320 prigionieri. Fabbrica di carne e scatolame. "La più antica azienda nazionalsocialista di Dachau". Rilevata dalla Karl Schweisfurth GmbH nel 1955, ora è un supermercato e un edificio residenziale. |
| BY                               | 85                               | LK Dachau                        | AK Gröbenried                                                         | Gröbenried (Bergkirchen), Münchner Str.                                                           | Dal 1933 | 160                              | Taglio della torba all'Eschenhof di Eschenried, 160 prigionieri, campo al Dinklerhof di Gröbenried. |
| BY                               | 85                               | LK Dachau                        | AL Karlsfeld (OT)                                                     | ALK Allach – Karlsfeld                                                                            | Dall'11 luglio 1944                                                                                                | 750                              | Sager & Woerner per la costruzione del bunker BMW e dei binari. Uomini ai lavori di costruzione più pesanti. I morti venivano trasportati al campo di concentramento di Dachau. Selezioni, deportazione ad Auschwitz. |
| BY                               | 85                               | LK Dachau                        | AL Rothschwaige                                                       | ALK Allach – Rothschwaige (Karlsfeld), forse Kufsteiner Str. 12                                   | Dal 17 maggio 1944                                                                                                 | 500–1.000                        | Organizzazione Todt del complesso del sottocampo di Monaco-Allach. Campo di transito per ebrei, sinti e rom da Auschwitz al sottocampo di Monaco-Allach, per circa quattro-sei settimane ciascuno. |
| BY                               | 85                               | LK Ebersberg                     | AK Ebersberg                                                          |                                                                                                   | Da marzo 1945 | 1                                | Agli ordini del sindaco |
| BY                               | 85                               | LK Ebersberg                     | AK Markt Schwaben                                                     | Finsinger Str.                                                                                    | Dal 2 settembre 1944                                                                                               | 20                               | SS-Adjudantur alla stazione ferroviaria, distaccamento esterno per lavori di costruzione, anche agricoli, circa 19 prigionieri. |
| BY                               | 85                               | LK Ebersberg                     | AK Steinhöring                                                        |                                                                                                   | 20 settembre 1944 - 28 aprile 1945                                                                                 | 50                               | Lebensborn, 27 prigionieri politici maschi dei campi di concentramento, principalmente artigiani specializzati. |
| BY                               | 85                               | LK Freising                      | AL Eching                                                             | Eching/Neufahrn, Dietersheimer Str.                                                               | Dal 10 aprile 1945                                                                                                 | 500                              | Campo maschile con due-cinque baracche a Neufahrn. Lavori di costruzione di una pista di rullaggio per aerei a Eching, l'attuale "Garchinger Heide". |
| BY                               | 85                               | LK Freising                      | AK Freising                                                           |                                                                                                   | Da febbraio 1945                                                                                                   | 1                                | Ufficio distrettuale. |
| BY                               | 85                               | LK Freising                      | AL Neufahrn bei Freising                                              |                                                                                                   | Dal 22 aprile 1945                                                                                                 | 500–1.000                        | Campi maschili. Industria degli armamenti, costruzione di strade e piste. Cinque caserme. |
| BY                               | 85                               | LK Monaco                        | AL Ottobrunn                                                          |                                                                                                   | Dal 1944 | 450                              | Creazione del Centro di ricerca aeronautica di Monaco (LFM). |
| BY                               | 85                               | LK Monaco                        | AK Schleißheim (Aufräumungskommando)                                  | Schleißheim (Oberschleißheim)                                                                     | Dal 14 aprile 1945                                                                                                 |                                  | Uomini alla bonifica dei danni delle bombe dopo i raid aerei. Unità di smaltimento bombe presso il campo d'aviazione speciale di Oberschleissheim, ospitato a Hochmutting. |
| BY                               | 85                               | LK Monaco                        | AK Schleißheim (Berufsschule)                                         | Schleißheim (Oberschleißheim)                                                                     | Da ottobre 1941 | 150                              | Inizialmente da 60 a 150 operai edili per la manutenzione e la pulizia. In seguito "Centro di scarico delle Waffen-SS di Schleissheim". |
| BY                               | 85                               | LK Pfaffenhofen an der Ilm       | AK Eschelbach                                                         | Eschelbach an der Ilm, vicino Wolnzach                                                            | Dal 1944 | 40                               | Circa 40 prigionieri |
| BY                               | 85                               | Stadt Ingolstadt                 | AK Ingolstadt (Bahnbetriebswerk)                                      |                                                                                                   | Menzionato nel febbraio 1945                                                                                       | 12                               | Deposito ferroviario |
| BY                               | 85                               | Stadt Ingolstadt                 | AK Ingolstadt (Landrat)                                               |                                                                                                   | Da luglio 1944 | 20                               | Ricerca e disinnesco bombe e ordigni inesplosi, due o più squadre di sei uomini. |
| BY                               | 86                               | LK Landsberg/Lech                | AL Kaufering I – Landsberg, Hauptlager                                | ALK Kaufering/Landsberg – Landsberg am Lech                                                       | Previsto dal 22 giugno 1944 (uomini), dal 1º agosto 1944 (donne)                                                   | 5.000                            | Campo principale con l'ufficio del comandante del complesso del sottocampo di Kaufering, 30.000 prigionieri, il 50-60% deceduti Kaufering I: costruzioni ferroviarie e in calcestruzzo di Leonhard Moll, lavori idraulici e costruzione dei canali di Geiger, 3.000-5.000 uomini. 200 donne per il lavoro nei campi e probabilmente Dynamit AG.         |
| BY                               | 86                               | LK Landsberg/Lech                | AL Kaufering II – Igling                                              | ALK Kaufering/Landsberg – Igling                                                                  | Dal 24 agosto 1944                                                                                                 | 1.200                            | Campo a ovest del cantiere "Diana II". 1.200 uomini. |
| BY                               | 86                               | LK Landsberg/Lech                | AL Kaufering III – Kaufering                                          | ALK Kaufering/Landsberg                                                                           | Dal 18 giugno 1944                                                                                                 | 2.300                            | Costruzioni ferroviarie e in calcestruzzo di Leonhard Moll, 2.000 uomini e 340 donne. Nella stazione ferroviaria di Kaufering curvatura dei binari. |
| BY                               | 86                               | LK Landsberg/Lech                | AL Kaufering IV – Hurlach                                             | ALK Kaufering/Landsberg                                                                           | Da settembre 1944                                                                                                  | 3.000                            | Costruzioni ferroviarie e in calcestruzzo di Leonhard Moll, società Holten, 3.000 uomini Successivamente campo per malati. |
| BY                               | 86                               | LK Landsberg/Lech                | AL Kaufering V – Utting                                               | ALK Kaufering/Landsberg – Utting am Ammersee                                                      | Dalla fine dell'estate 1944                                                                                        | 600                              | Dyckerhoff & Widmann e conceria, 500-600 uomini. |
| BY                               | 86                               | LK Unterallgäu                   | AL Kaufering VI – Türkheim                                            | ALK Kaufering/Landsberg                                                                           | Da ottobre 1944 (uomini), da gennaio 1945 (donne)                                                                  | 3.500                            | Messerschmitt AG, fino a 2.500 uomini. 1.000 donne furono impiegate per scavare trincee, costruire rifugi, riordinare e pulire. |
| BY                               | 86                               | LK Landsberg/Lech                | AL Kaufering VII – Landsberg-Erpfting                                 | ALK Kaufering/Landsberg – Landsberg-Erpfting                                                      | Settembre 1944 - aprile 1945                                                                                       | 3.300                            | Da 2.000 a 3.000 uomini, 270 donne. In seguito utilizzato come infermeria Strada tra Erpfting e Landsberg, sulla linea ferroviaria smantellata. |
| BY                               | 86                               | LK Landsberg/Lech                | AL Kaufering VIII – Seestall                                          | ALK Kaufering/Landsberg – Fuchstal, Seestall                                                      | Menzionato a partire dal novembre 1944.                                                                            | 500                              | Costruzioni ferroviarie e in calcestruzzo di Leonhard Moll. Edifici mimetici, estrazione di ghiaia. L'VIII è stato un errore di pianificazione, poiché lo strato di ghiaia non era abbastanza spesso. |
| BY                               | 86                               | LK Landsberg/Lech                | AL Kaufering IX – Obermeitingen                                       | ALK Kaufering/Landsberg – Obermeitingen                                                           | Al più tardi dall'ottobre 1944                                                                                     | 800                              | Organizzazione Todt, edifici mimetici, estrazione di ghiaia. Scarsità di materia prima, v. campo principale Kaufering I. |
| BY                               | 86                               | LK Landsberg/Lech                | AL Kaufering X – Utting                                               | ALK Kaufering/Landsberg – Utting am Ammersee                                                      | Dal 26 settembre 1944                                                                                              | 400                              | Lavori di costruzione e impresa Kranz, Dyckerhoff & Widmann, 400 uomini. |
| BY                               | 86                               | LK Landsberg/Lech                | AL Kaufering XI – Landsberg-Stadtwaldhof                              | ALK Kaufering/Landsberg – Landsberg-Stadtwaldhof                                                  | Dalla fine di ottobre 1944                                                                                         | 3.000                            | Costruzione del bunker dell'attuale caserma Welfen. Costruzioni ferroviarie e in calcestruzzo di Leonhard Moll, Holzmann, Held & Francke, 3.000 uomini. |
| BY                               | 86                               | LK Landsberg/Lech                | AL Landsberg                                                          | Landsberg, Fliegerhorst Penzing                                                                   | Dal 14 luglio 1944                                                                                                 | 650                              | Dornier-Werke e Messerschmitt AG. Circa 650 prigionieri del campo di concentramento, ospitati in una palestra. |
| BY                               | 86                               | LK Landsberg/Lech                | AK Landsberg (Dynamit AG)                                             | Landsberg am Lech                                                                                 | Da marzo 1945 | 10                               | Dynamit AG, due sottocampi del campo satellite di Kaufering, il sottocampo maschile con 10 prigionieri |
| BY                               | 86                               | LK Neuburg-Schrobenhausen        | AK Neuburg                                                            | Neuburg an der Donau, Flugplatz Weichering/Zell                                                   | Febbraio-marzo 1945                                                                                                | 6                                | Base aerea. Disinnesco di bombe, da 1 a 6 prigionieri. |
| BY                               | 86                               | Stadt Augsburg                   | AL Augsburg-Kriegshaber                                               | Ulmer Straße, Augsburg-Kriegshaber                                                                | 7 settembre 1944 - inizio aprile 1945                                                                              | 500                              | Michel-Werke, impianti elettrici per aerei Keller e Knappich/KUKA, mortai e cartucce, alcuni in Neusäss a Lohwald-Tarnfarben. Campo di 500 prigioniere ebree provenienti dall'Ungheria nell'edificio settentrionale della Michel-Werke |
| BY                               | 86                               | Stadt Augsburg                   | AK Augsburg (Oberbürgermeister)                                       |                                                                                                   | 3 novembre 1944 - marzo 1945                                                                                       | 18                               | Artificieri. |
| BY                               | 86                               | Stadt Augsburg                   | AK Augsburg (Reichsbahnbetriebsamt)                                   |                                                                                                   | Febbraio-marzo 1945                                                                                                | 7                                | [ 97 ] |
| BY                               | 86                               | Stadt Augsburg                   | AL Haunstetten                                                        | Augsburg-Haunstetten                                                                              | 9 febbraio 1943 - 20 aprile 1944                                                                                   | 2.700                            | Fabbrica di armamenti Messerschmitt AG (aerei), 2.700 prigionieri. Trasferimento ad Augsburg-Pfersee dopo il bombardamento aereo del 13 aprile 1944. |
| BY                               | 86                               | Stadt Augsburg                   | AL Augsburg-Pfersee, Hauptlager                                       | ALK Schwaben                                                                                      | Dal 27 aprile 1944                                                                                                 | 2.000                            | Messerschmitt AG nelle caserme dell'intelligence aerea (caserma Sheridan), produzione di Me 410 e Me 210 fatta da 1.500-2.000 prigionieri dei campi di concentramento |
| BY                               | 86                               | LK Augsburg                      | AL Gablingen                                                          | ALK Schwaben – Gersthofen-Gablingen, B2. Flugplatz.                                               | Da gennaio 1944 | 1.000                            | Messerschmitt AG, quasi 1.000 prigionieri, colpito da una pesante bomba il 24 aprile 1944. |
| BY                               | 86                               | LK Augsburg                      | AL Horgau                                                             | ALK Schwaben                                                                                      | Dal 4 marzo 1945 per un mese                                                                                       | 300                              | Ad Augsburg-Pfersee, Messerschmitt AG. 235 prigionieri furono uccisi o morirono |
| BY                               | 86                               | LK Donau-Ries                    | AL Bäumenheim                                                         | ALK Schwaben – Asbach-Bäumenheim                                                                  | Dal 1º agosto 1944                                                                                                 | 500                              | Messerschmitt AG negli ex edifici della fabbrica di macchine agricole Dechentreiter, circa 500 prigionieri, vicino alla stazione ferroviaria |
| BY                               | 87                               | LK Oberallgäu                    | AK Bad Oberdorf                                                       | (Bad Hindelang)                                                                                   | Marzo - maggio 1945                                                                                                | 1                                | Un prigioniero, Friedrich (Fred) Georg Frey, nella fattoria di Ilse Heß. |
| BY                               | 87                               | LK Oberallgäu                    | AK Oberstdorf-Birgsau                                                 |                                                                                                   | 1º luglio 1943 - 25 aprile 1945                                                                                    | 30                               | Waffen-SS: campo di addestramento della fanteria di montagna delle SS. 30 prigionieri, costruzione e gestione degli alloggi. |
| BY                               | 87                               | LK Oberallgäu                    | AL Blaichach                                                          | ALK Allgäu – Blaichach                                                                            | Dal 16 luglio 1944                                                                                                 | 700                              | BMW, produzione di ruote dentate e bielle nell'edificio della fabbrica "Allgäuer Weberei und Spinnerei" (oggi Bosch Autozubehör). Uomini provenienti dall'Unione Sovietica, dai Paesi Bassi, dalla Francia, ecc. |
| BY                               | 87                               | LK Oberallgäu                    | AL Fischen                                                            | ALK Allgäu                                                                                        | Dal 1944 | 300                              | Messerschmitt AG, 250-300 prigionieri. Campo satellite del sottocampo di Kottern-Weidach, l'indirizzo postale era il campo di lavoro SS Fischen, vicino a Kempten. |
| BY                               | 87                               | Stadt Kempten (Allgäu)           | AL Kottern                                                            | ALK Allgäu – Kottern-Weidach, Kempten (Allgäu)/Durach                                             | 1º ottobre 1943 - 27 aprile 1945                                                                                   | 1.000                            | Messerschmitt AG e Kemper (Panzer & Kriegsfahrzeugbau) |
| BY                               | 87                               | Stadt Kempten (Allgäu)           | AL Kempten                                                            | ALK Allgäu                                                                                        | Dal 15 settembre 1943                                                                                              | 700                              | BMW tramite Helmuth Sachse KG a Kempten, filatura e tessitura |
| BY                               | 87                               | Stadt Kaufbeuren                 | AL Kaufbeuren                                                         | ALK Allgäu – Kaufbeuren                                                                           | Dal 23 maggio 1944                                                                                                 | 600                              | BMW, 600 prigionieri, al 4º piano di una filanda (ora fabbrica). Produzione di alberi per eliche. Utilizzato anche dalla "Schwäbische Formholz Gesellschaft". |
| BY                               | 87                               | Stadt Kaufbeuren                 | AL Riederloh                                                          | Steinholz, Kaufbeuren-Riederloh, Mauerstetten                                                     | 20 settembre 1944 - 8 gennaio 1945                                                                                 | 1.000                            | Dynamit AG e Hebel Bau, 90 bunker ed edifici mimetizzati con 800-1.000 prigionieri del campo di concentramento, solo 200-300 sopravvissuti. |
| BY                               | 88                               | LK Lindau                        | AK Schlachters                                                        | Schlachters, Biesings (Sigmarszell)                                                               | Dal 1944 | 8                                | Presso l'Istituto per la Ricerca sulla Difesa |
| BY                               | 89                               | LK Dillingen an der Donau        | AL Lauingen                                                           | Lauingen (Donau) e Birkackerhof                                                                   | Marzo 1944 - inizio aprile 1945                                                                                    | 3.000                            | AL Lauingen I, II e Birkackerhof. Messerschmitt AG, parti di aerei per Me 262 nella fabbrica di macchine agricole Ködel & Böhm e da agosto nella fabbrica di tessuti Ludwigsau J. Feller & Co. Trasferito nel nuovo campo satellite di Birkackerhof all'inizio del 1945.                                                                                |
| BY                               | 89                               | LK Günzburg                      | AL Burgau                                                             |                                                                                                   | Dal 3 marzo 1945                                                                                                   | 1.100                            | Messerschmitt AG, campo femminile, industria |
| BY                               | 89                               | LK Neu-Ulm                       | AK Unterfahlheim                                                      | Unterfahlheim (Nersingen), Neu-Ulm                                                                | Dal 5 luglio 1943                                                                                                  | 30                               | SS-Deutsche Versuchsanstalt für Ernährung und Verpflegung GmbH a Unterfahlheim presso il "Dr Rühmer'schen Satzfischanlagen", utilizzo di 7-30 prigionieri del campo di concentramento, tutti Testimoni di Geova. |
| BY                               | 90                               | Stadt Nürnberg                   | AK Nürnberg (SS-Kaserne)                                              | Frankenstr. 204                                                                                   | 12 maggio 1941 - 16 giugno 1943                                                                                    | 60                               | 58 prigionieri, sostituiti dal 16 giugno 1943 da quelli provenienti dal campo di concentramento di Flossenbürg |
| BY                               | 94                               | Stadt Passau                     | AK Passau I (=„Oberilzmühle“)                                         | Passau, circa 5 km a nord.                                                                        | 16 ottobre - 18 novembre 1942                                                                                      | 70                               | Lavori di costruzione del bacino di Oberilzmühle (dal 19 novembre 1942 al 2 maggio 1945: prigionieri del campo di concentramento di Mauthausen) |
| BY                               | 95                               | Stadt Hof                        | AK Hof-Moschendorf                                                    |                                                                                                   | Dal 3 settembre 1944                                                                                               | 100                              | Riparazione delle armi. Dal 30 settembre 1944 fino allo scioglimento il 4 aprile 1945, il campo di concentramento di Flossenbürg. |
| BW                               | 73                               | Ostalbkreis                      | AK Ellwangen                                                          | Ellwangen (Jagst)                                                                                 | 3 luglio 1941 - 17 ottobre 1942                                                                                    | 35                               | Caserma Reinhardt (ex "Mühlberg Kaserne"). Lavoro nella caserma per il battaglione sostitutivo di motociclette delle SS. |
| BW                               | 78                               | LK Konstanz                      | AK Radolfzell                                                         |                                                                                                   | Dal 1941 | 100                              | Alla Heinrich-Koeppen-Kaserne (sede delle Waffen-SS). Lavori di costruzione, ad esempio al poligono di tiro della Unterführerschule. V. anche: Storia NS di Radolfzell |
| BW                               | 88                               | Bodenseekreis                    | AL Friedrichshafen, 1. Hauptlager                                     | ALK Bodensee                                                                                      | 22 giugno 1943 - 25 settembre 1944                                                                                 | 1.200                            | Luftschiffbau Zeppelin GmbH, parte del programma di costruzione dell'Aggregat 4, in seguito noto come razzo V2. Da 1.000 a 1.200 prigionieri. |
| BW                               | 88                               | Bodenseekreis                    | AL Überlingen-Aufkirch, 2. Hauptlager                                 | ALK Bodensee                                                                                      | Dal 4 ottobre 1944                                                                                                 | 800                              | Organizzazione Todt, lavori di costruzione nella galleria Goldbach. |
| BW                               | 88                               | LK Sigmaringen                   | AL Saulgau                                                            | ALK Bodensee – Bad Saulgau                                                                        | Dal 13 settembre 1943                                                                                              | 400                              | Luftschiffbau Zeppelin GmbH, campo maschile. |
| BW                               | 89                               | LK Heidenheim                    | AK Heidenheim                                                         | Heidenheim an der Brenz                                                                           | 20 ottobre 1941 - 26 novembre 1942                                                                                 | 50                               | 50 prigionieri, lavori di costruzione a Schlosshau, contratto con Rapp & Schüle di Ulm. |
| BW                               | 89                               | Stadt Ulm                        | AK Ulm                                                                |                                                                                                   | 4 gennaio - 11 marzo 1945                                                                                          | 40                               | Magirus-Deutz, lavoratori forzati integrati da 30-40 prigionieri dei campi di concentramento, forse a causa dei gravi danni causati dalle bombe alle fabbriche di Blaubeurerstr. 179 e di Magirusstr. |
| He                               | 64                               | LK Bergstraße                    | AK Heppenheim                                                         | Heppenheim                                                                                        | Maggio - dicembre 1942                                                                                             | 60                               | Centro di ricerca tedesco per la nutrizione. Da giugno 1943 sottocampo del campo di concentramento di Natzweiler-Struthof. Costruzione della conserviera Trokofa. |

### In Austria
Ordinamento di base: 1) Stato federale (Land), 2) Distretto, 3) Città.
| Land         | Distretto attuale | Città AL – Sottocampo AK – Distaccamento     | Località                                                | Periodo                                                                | N° di prigionieri | Azienda, tipo, nota |
| ------------ | ----------------- | -------------------------------------------- | ------------------------------------------------------- | ---------------------------------------------------------------------- | ----------------- | --- |
| Alta Austria | Gmunden           | AK Bad Ischl (Sägewerk Bachmanning)          | Bad Ischl, Bachmanning                                  | 18 giugno - 19 dicembre 1942                                           | 20                | Segheria, lavori di disboscamento. Questo comando lavorò probabilmente anche a Strobl, Gschwandt, St. Wolfgang e in altri luoghi. |
| Alta Austria | Gmunden           | AK Bad Ischl (Umsiedlungslager)              | Bad Ischl                                               | 9 febbraio - 19 dicembre 1942                                          | 45                | Costruzione e ampliamento di un campo di reinsediamento per gli svevi del Danubio di 40-45 prigionieri |
| Alta Austria | Perg              | AL Mauthausen                                | Mauthausen                                              | Da maggio 1938 a marzo 1939, poi campo di concentramento di Mauthausen | 1.000             | "Deutsche Erd- und Steinwerke GmbH" (DEST), costruzione del campo di concentramento di Mauthausen. A marzo 1939 il sottocampo divenne un campo di concentramento indipendente di Mauthausen, in cui morirono almeno 95.000 persone.             |
| Salisburgo   | Hallein           | AK Hallein                                   | Hallein                                                 | Dal 1º settembre 1943                                                  | 90                | Manodopera nel sistema di cave/scavature, lavori di costruzione e artigianato per le caserme delle SS e per i pascoli di montagna, 90 prigionieri. Campo a tre chilometri da Hallein, sulla strada provinciale per Adnet, nella cava.           |
| Salisburgo   | Salisburgo        | AK Salzburg (Bombensuchkommando)             | Salzburg                                                | Dal novembre 1944                                                      |                   | |
| Salisburgo   | Salisburgo        | AK Salzburg (Polizeidirektion)               | Salzburg, Hellbrunner Allee                             | Dal 1º dicembre 1944                                                   | 110               | Da 90 a 112 prigionieri, alloggiati nella caserma di Hellbrunner Allee |
| Salisburgo   | Salisburgo        | AK Salzburg (Kapitelplatz)                   | Salzburg, Kapitelplatz                                  | Dicembre 1942 e/o dall'aprile 1944                                     | 11                | Gestione delle costruzioni delle Waffen-SS e della polizia. |
| Salisburgo   | Salisburgo        | AK Salzburg (Sprengkommando)                 | Salzburg                                                | Dal 12 gennaio 1945                                                    |                   | |
| Salisburgo   | Salisburgo        | AK Salzburg (Firma E. Schürich)              | Salzburg                                                | 11 - 28 dicembre 1942                                                  |                   | La ditta E. Schürich ha partecipato alla ristrutturazione del palazzo arcivescovile. |
| Salisburgo   | Salzburg-Umgebung | AK Pabenschwandt                             | Plainfeld                                               | Dal 1º dicembre 1944 (prima campo di concentramento di Ravensbrück)    | 10                | 10 prigionieri, tra cui 7 donne testimoni di Geova. Esperimenti nutrizionali. |
| Salisburgo   | Salzburg-Umgebung | AK St. Gilgen (identisch mit „St. Wolfgang“) | Sankt Gilgen sul lago Wolfgangsee                       | Nell'estate 1938, nella primavera e nell'autunno 1941 e 1942           | 25                | Distaccamento esterno, lavori di costruzione di case private di funzionari nazisti, case di campagna dei comandanti dei campi di concentramento Hans Loritz e Arthur Liebehenschel.                                                             |
| Salisburgo   | Zell am See       | AL Weißsee                                   | Uttendorf / Weißsee                                     | 1939 - 1945                                                            | 450               | Nell'ambito dell'ampliamento dello Stubachwerk per la Deutsche Reichsbahn; dal 1943 esisteva una caserma. Edifici precedenti all'attuale Rudolfshütte sul Weißsee, a circa 2300 m di altitudine.                                                |
| Salisburgo   | Zell am See       | AK Fischhorn                                 | Bruck an der Großglocknerstraße, Fischhorn im Pinzgau   | Dal 6 settembre 1944                                                   | 150               | Uomini, costruzione di stalle per cavalli, capannoni. Condizioni di vita precarie. Ufficio delle SS nel castello di Fischhorn. |
| Stiria       | Murau             | AK Schloß Lind                               | St. Marein bei Neumarkt                                 | Dal giugno 1942                                                        | 30                | Lo SS-WVHA e il Deutsche Reichsverein für Volkspflege und Siedlerhilfe utilizzarono da 20 a 30 prigionieri per i lavori nei campi e nelle foreste, per la costruzione di strade e ponti e per la pulizia.                                       |
| Stiria       | Murau             | AK St. Lambrecht                             | Sankt Lambrecht                                         | Dal 13 maggio 1942                                                     | 110               | All'Abbazia di San Lambrecht. Agricoltura e altro. |
| Tirolo       | Innsbruck-Land    | AK Neustift (= Innsbruck II)                 |                                                         | Dal 10 ottobre 1942                                                    | 60                | Stubaital presso la scuola di alta montagna delle SS a Neustift. Da 20 a 60 prigionieri per i lavori di costruzione di una piazza d'armi, un deposito di munizioni e l'inizio di un bunker sotterraneo, nel campo satellite di Dachau più a sud |
| Tirolo       | Kitzbühel         | AK St. Johann                                | St. Johann in Tirol                                     | Agosto 1940 - giugno 1941                                              | 20                | 20 prigionieri politici trasformarono una fattoria in un centro ricreativo delle SS. |
| Tirolo       | Kitzbühel         | AK Schloss Itter                             | Itter                                                   | Dal 1943                                                               | 25                | Campo speciale per prigionieri francesi di spicco, liberato il 5 maggio 1945 dalle forze statunitensi con il sostegno della Wehrmacht e della resistenza locale.                                                                                |
| Tirolo       | Reutte            | AK Plansee (SS-Sonderkommando, Männer)       | Plansee (Breitenwang)                                   | Dal 2 settembre 1944                                                   | 25                | Hotel Forelle, fino a 25 prigionieri sotto il comando delle Waffen-SS e della polizia. |
| Tirolo       | Reutte            | AK Plansee (SS-Sonderkommando, Frauen)       | Plansee (Breitenwang)                                   | Da settembre 1944                                                      | 20                | Hotel Ammersee, fino a 20 donne sotto il comando delle Waffen-SS e della polizia. |
| Vorarlberg   | Bregenz           | AK Lochau                                    | Lochau am Bodensee (damals: Reichsgau Tirol-Vorarlberg) | 7 - 27 aprile 1945                                                     | 20                | Ex birreria Reiner. Da 8 a 20 prigionieri dovevano allestire, gestire e pulire un laboratorio per lo sviluppo dell'agente emostatico "Polygal". Lavoro forzato per la "Bayerische Leichtmetallwerke" (BLM) a Lochau dal 1942.                   |

### In Polonia
| Voivodato (Distretto amministrativo) | Contea (Powiat)   | Località                  | Città                                     | Periodo                     | N° di prigionieri | Azienda, tipo, nota                                             |
| ------------------------------------ | ----------------- | ------------------------- | ----------------------------------------- | --------------------------- | ----------------- | --------------------------------------------------------------- |
| Voivodato di Lubuskie                | Powiat Sulęciński | KZ-Außenkommando Woxfelde | Woxfelde (ora Głuchowo, comune di Słońsk) | novembre 1944 - aprile 1945 | 1                 | Editoria musicale berlinese Ed. Bote e G. Bock, un prigioniero. |

## Il "campo satellite" e il "commando satellite"
I sottocampi Außenlager del campo di concentramento di Dachau contavano di solito almeno 250 prigionieri. Alcuni erano recintati solo con del filo spinato, altri occupavano edifici vicini ai luoghi di lavoro. Dell'amministrazione si occupava il campo principale di riferimento (in questo caso Dachau). Le dimensioni e la durata dei campi variavano notevolmente. Di solito avevano una struttura più complessa con capi campo delle SS e prigionieri funzionali, ad esempio gli anziani dei blocchi o dei campi. Nei documenti nazisti erano chiamati anche sottocampi o campi di lavoro. Ne esistevano 46, di cui 30 erano raggruppati in sei complessi di sottocampi, ciascuno sotto la gestione di un sottocampo principale.
I sottocampi Außenkommandos di Dachau avevano in genere meno di 250 prigionieri. Non avevano una struttura complessa che prevedesse l'amministrazione, la pianificazione del lavoro o la lavanderia. I prigionieri tornavano spesso al sottocampo associato una volta espletato l'incarico quotidiano, accompagnati e sorvegliati dalle guardie SS. Esistevano 94 di questi sottocampi.
I KZ-Kommandos o KZ-Innenkommandos erano gruppi di lavoro composti da prigionieri destinati al lavoro forzato al di fuori del campo di Dachau che vi tornavano dopo il turno. Ce n'erano 45, oltre ai 34 all'interno dell'area del campo.
Gli storici talvolta usano semplicisticamente la parola "sottocampo" come termine collettivo unico per tutte e tre le tipologie.

## Suddivisione

### Innenkommandosdel campo di Dachau
I seguenti luoghi di lavoro forzato erano "distaccamenti interni" del campo di concentramento di Dachau. Finito il turno, i prigionieri tornavano ogni giorno al campo di concentramento di Dachau per passarvi la notte. Qui sono elencati solo quelli che vengono confusi con i campi satelliti più spesso.
| Land | Codice postale | Distretto attuale | Designazione ufficiale                                    | Città                                        | Periodo                                 | N° di prigionieri | Azienda, tipo, nota |
| ---- | -------------- | ----------------- | --------------------------------------------------------- | -------------------------------------------- | --------------------------------------- | ----------------- | --- |
| BY   | 80/81          | Stadt München     | KZ-Kommando Reichsführer, SS-Hauptkasse                   | München, Karolinenplatz                      | 5 febbraio - 3 marzo 1945               | 10                | Innenkommando. |
| BY   | 80/81          | Stadt München     | KZ-Kommando Feldmoching                                   | München-Feldmoching                          | Citato il 2 ottobre 1944                |                   | Innenkommando. Uomini. |
| BY   | 80/81          | Stadt München     | KZ-Kommando Reichsbahn-Ausbesserungswerk München-Freimann | München-Freimann, Frankplatz 19              | 1943, "ufficialmente" dal 28 marzo 1944 | 1.200             | Reichsbahn, riparazione e manutenzione di locomotive, fino a 1.200 prigionieri del campo di concentramento di Dachau Innenkommando.                                                                      |
| BY   | 85             | LK Dachau         | KZ-Kommando Ampermoching                                  | in Hebertshausen                             |                                         |                   | Innenkommando. |
| BY   | 85             | LK Dachau         | KZ-Kommando Dachau (Präzifix), Werk II                    | Dachau 48.278998°N 11.458946°E               | Fabbrica II dal 1º novembre 1942        | 400               | Innenkommando Präzifix GmbH, azienda di blindatura delle viti, fornitore di BMW e Messerschmitt, 400 prigionieri, v. anche Georg Scherer (prigioniero funzionario) e Edgar Kupfer-Koberwitz (impiegato). |
| BY   | 85             | LK Dachau         | KZ-Kommando Dachau (Liebhof)                              | Dachau, Liebhof 48.260022°N 11.462129°E      | Dal 3 giugno 1943                       | 800               | Kommando del campo principale di Dachau. Fino a 800 prigionieri impiegati in agricoltura (750 ettari) e trasporti.                                                                                       |
| BY   | 85             | LK Dachau         | KZ-Kommando Dachau (Pollnhof)                             | Dachau, Steinstr. 16 48.262509°N 11.451305°E | Dal 1942                                | 50                | SS, attività agricola. Innenkommando del campo di concentramento di Dachau. Operò come commando esterno separato solo per quattro settimane dal 1º marzo 1945.                                           |

### Ubicazione diversa dal campo di Dachau
Le seguenti località non appartenevano al campo di concentramento di Dachau come campi o sottocampi satellite:
| Stato    | Land   | Distretto     | Designazione ufficiale                              | Località (Città attuale)            | Periodo                 | N° di prigionieri                                                               | Azienda, tipo, nota |
| -------- | ------ | ------------- | --------------------------------------------------- | ----------------------------------- | ----------------------- | ------------------------------------------------------------------------------- | --- |
| Germania | BY     | Stadt München | AL München (Reichsbahn), 13. SS-Eisenbahnbaubrigade | München, westlich des Hauptbahnhofs | dal 1º gennaio 1945     | 500                                                                             | Deutsche Reichsbahn, lavori di sgombero. Utilizzato anche tra i ponti Hacker e Donnersberger. Questa 13ª brigata di costruzione ferroviaria delle SS fu subordinata al campo di concentramento di Sachsenhausen dal 1º gennaio 1945, con i prigionieri del campo di concentramento di Dachau. |
| Austria  | Tirolo | Imst          | Ötztal - Bauvorhaben                                | Ötztal                              | dal 1° al 4 maggio 1945 | 300                                                                             | Nome in codice "Progetto di costruzione 101 Messerschmitt Munich". Grande galleria del vento nella stazione ferroviaria di Ötztal. Ampliamento del campo di baracche non fu mai completato. Marcia della morte con quasi 10.000 prigionieri verso Ötztal. Nessun impiego di manodopera.       |
| Austria  | Tirolo | Innsbruck     | Innsbruck (Reichsstraßenbauamt) – geplantes AK      | Innsbruck                           | dal 13 ottobre 1942     | – Pianificato come distaccamento di lavoro di Neustift, non è stato realizzato. | |
| Austria  | Tirolo | Innsbruck     | Innsbruck-Reichenau – Auffanglager                  | Innsbruck-Reichenau                 | 24 e 25 aprile 1945     | 137                                                                             | Campo speciale SS di due giorni per 137 prigionieri di spicco (senza impiego lavorativo) che trascorsero la notte nell'ex campo di addestramento al lavoro di Reichenau. |